# Алексеева, Лидия Владимировна
Лидия Владимировна Алексеева (в девичестве Ракевич; 4 июля 1924, Москва, СССР — 26 июня 2014) — советская баскетболистка и тренер. С 1999 года член Зала славы женского баскетбола. С 2012 года член Зала славы баскетбола. С 2007 года член Зала славы ФИБА. Заслуженный мастер спорта СССР (1950). Заслуженный тренер СССР (1964).
Супруга Евгения Николаевича Алексеева.

## Биография
Карьера игрока:
- Чемпион СССР: 1947, 1951, 1954, 1955, 1956 (в команде МАИ);
- Кубок СССР — в 1952 году (в команде МАИ);
- Чемпион Европы: 1950, 1952, 1954, 1956.
- Победитель Спартакиады народов СССР: 1956.

Карьера тренера:
Тренировала женскую сборную СССР в течение 22 лет (с 1962 по 1984 год). За это время команда выиграла все соревнования, в которых принимала участие.
- Чемпион Олимпийских игр: 1976, 1980;
- Чемпион мира: 1964, 1967, 1971, 1975, 1983 (СССР бойкотировал турнир 1979 года);
- Чемпион Европы: 1962, 1964, 1966, 1968, 1970, 1972, 1974, 1976, 1978, 1980, 1981, 1983.

Член КПСС с 1964.
Введена в Зал славы ФИБА в 2007 году. Перед матчем всех звёзд НБА 2012 года была автоматически введена в Зал славы баскетбола имени Джеймса Нейсмита.
Скончалась 26 июня 2014 года. Похоронена на Химкинском кладбище рядом с мужем.

## Награды
- орден Ленина (27.04.1957) — «за успехи, достигнутые в деле развития массового физкультурного движения в стране, повышения мастерства советских спортсменов, и успешное выступление на международных соревнованиях»
- орден Дружбы народов (1980)
- орден «Знак Почёта» (23.04.1985)